# Streptartemon
Streptartemon is een geslacht van weekdieren uit de klasse van de Gastropoda (slakken).

## Soort
- Streptartemon huberi Thach, 2016